# فهرست نمایندگان مازندران در مجلس شورای ملی
برخی از نمایندگان مجلس شورای ملی ایران  (قبل از انقلاب)، حوزه انتخابیه مازندران به شرح زیر می باشد:
- امام علی حبیبی  ( بابل )
- محمدحسن رهنوردی ( ساری )
- صفر لفوتی     ( قائمشهر )
- ابوالقاسم نیک ذات  ( بهشهر )
- حسن علی هیراد    ( نوشهر )
- مهندس افراسیاب کیا ( بابل )
- محمد رضا کبیری ( تنکابن )